# Étienne Krähenbühl
Vous pouvez aider à l'améliorer ou bien discuter des problèmes sur sa page de discussion.
- Il ne cite pas suffisamment ses sources. Vous pouvez indiquer les passages à sourcer avec {{référence nécessaire}} ou {{Référence souhaitée}}, et inclure les références utiles en les liant aux notes de bas de page. (Marqué depuis novembre 2016)
- Il contient une ou plusieurs listes. Le texte gagnerait à être rédigé sous la forme d’un ou plusieurs paragraphes synthétiques, afin d’être plus agréable à lire. (Marqué depuis février 2016)
- Sa forme n’est pas encyclopédique et ressemble trop à un curriculum vitæ. Modifiez le texte pour aider à le transformer en article neutre. (Marqué depuis février 2016)

- Archive Wikiwix
- Bing
- Cairn
- DuckDuckGo
- E. Universalis
- Gallica
- Google
- G. Books
- G. News
- G. Scholar
- Persée
- Qwant
- (zh) Baidu
- (ru) Yandex
- (wd) trouver des œuvres sur Wikidata

Pour les articles homonymes, voir Krähenbühl.

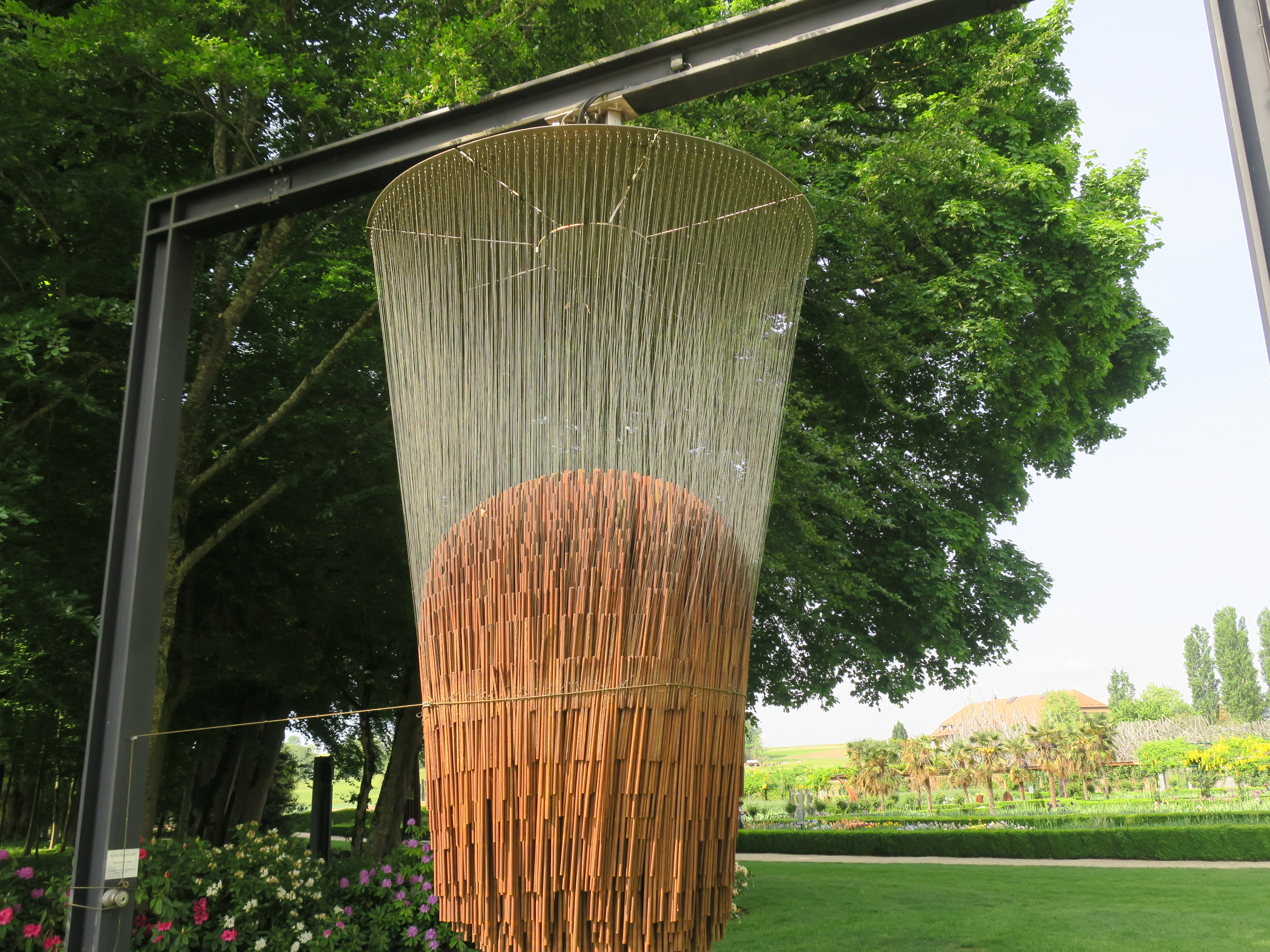
Sculpture représentant la création du monde ; objet mouvant qui sonne parfois l'heure dans le Jardin des Iris du château de Vullierens.

Étienne Krähenbühl, né le 22 octobre 1953 à Vevey, est un sculpteur et graveur suisse.

## Biographie
À dix-huit ans, après avoir suivi l’école des Beaux-Arts de Lausanne, il séjourne à Barcelone et Paris avant de revenir en Suisse, à Agiez, à Romainmôtier et Yverdon où il a son atelier sur l'ancien site de production de Leclanché.

« Oui le temps est sans doute l’axe principal de mon travail. Le temps qu’il fait. Le temps qui passe. Le temps est présent dans nos vies même si on ne le nomme pas…il est indissociable de notre existence. »

En 1997, l’artiste rencontre Rolf Gotthard, professeur à l’École polytechnique fédérale de Lausanne et spécialiste en alliages particuliers à mémoire de forme et en métaux super-élastiques avec qui il va collaborer pendant 16 ans.
Depuis le milieu des années 1970, le sculpteur présente ses œuvres dans le cadre d’expositions personnelles et collectives en Suisse, en France, en Espagne, en Belgique, en Italie, en Allemagne, au Portugal, au Liban et aux États-Unis[réf. nécessaire]. Il est récompensé par plusieurs prix dont celui de la Fondation Édouard Maurice Sandoz en 2009[réf. nécessaire]. En janvier 2016, il était représenté par la galerie barcelonaise Joan Gaspar[réf. nécessaire] à l’occasion de l’India Art Fair à New Dehli[réf. nécessaire].

## Expositions personnelles
- 2010
  - Galerie art4art, Erlenbach, Suisse
  - Galerie Le 7, Martigny, Suisse
  - Jardin Alpin, Champex, Suisse
  - Château de Vullierens, Suisse
  - Lagalerie 1161, Paris, France
- 2011
  - Galerie Elfi Bohrer, Bonstetten, Zürich, Suisse
  - Château de Vullierens, Vullierens, Suisse
  - Fondation 2, Jazz Festival, Montreux, Suisse
  - Les 100 ans des Supraconducteurs, UniMail, Genève
- 2012
  - 2 juin - Ferme de la Chapelle & sculptures monumentales dans la Commune de Lancy (GE), Suisse
  - 14 juin - Galerie Danièle Junod, Nyon, Suisse
  - 27 septembre - Galerie Joan Gaspar, Barcelone, Espagne
  - 22 novembre - Galerie Joan Gaspar, Madrid, Espagne
- 2013
  - Le Temps Suspendu, Galerie C, Neuchâtel, Suisse
  - Incandescence, Espace Arlaud, Lausanne, Suisse
- 2014
  - Façade de l'Oubli, Beyrouth, Liban
  - Galerie Elfi Bohrer, Bonstetten, Zürich, Suisse
- 2015
  - Galerie C, Neuchâtel, Suisse
  - Galerie de la Tour Lombarde, St Stévenin, France
  - Galerie Eurêka, Chambéry, France
  - Les Charmettes, Maison J.J. Rousseau, Chambéry, France
  - Musée des Beaux-Arts, Chambéry, France
- 2016
  - Galerie Seizan, Tokyo, Japon
  - Galerie Joan Gaspar, Barcelone, Espagne
  - Galerie Rigassi, Berne, Suisse,
- 2022
  - Villa Kenwin, La Tour-de-Peilz, Suisse

## Sélection d'expositions collectives depuis 2009
- 2009
  - Connexion, Sierre, Suisse
- 2010 	
  - Wunderland, Château de Rue, Kunstamwasser, Berne
- 2011
  - 4 artistes, une galerie, Galerie Edouard Roch, Ballens, Suisse
  - Galerie Elfi Bohrer, Bonstetten, Suisse
  - ArtMôtiers, Môtiers, Suisse
  - Tardor Art 2011 ON-OF, Arts Santa Mònica, Barcelone, Espagne
- 2012
  - Art en paysage-Rousseau en pays de Vaud, Espace Culturel d’Assens, Assens, Suisse
  - Regards sur la montagne, Verbier 3D, Verbier, Suisse
  - Hôtel de Ville, Yverdon-Les-Bains, Suisse
  - Galerie Agnès Martel, Le rêve et la main, Pampigny, Suisse
  - Art4art, Zurich, Suisse
  - Galeries Forum Meyrin, Le rêve et la main, Meyrin, Suisse
  - Kunst, Zurich, Suisse
  - Quadriennale de Lancy, Lancy, Suisse
- 2013
  - Art’13, Madrid, Espagne
  - La main du rêve, Espace culturel, Assens, Suisse
  - Jardin Flore-Alpe, Champex, Suisse
  - Château de Vullierens, Vullierens, Suisse
  - Espace libre, Bienne, Suisse
- 2014
  - India Art Fair, Galerie Joan Gaspar, Barcelone, Espagne
  - Kunst 14, Zürich, Suisse
- 2015
  - ArtMôtiers, Môtiers, Suisse
  - Biennale Skulpturen, Winterthur, Suisse
  - 40 ans du Paléo, 5 Légère Lévitation, Nyon, Suisse
  - India Art Fair, Galeria Joan Gaspar, Barcelone, Espagne
  - Biennale Beijing « Mémoire et Rêve », Beijing, Chine

## Réalisations monumentales depuis 2006
- 2006
  - Ondes, Vevey, Suisse
- 2007
  - Temps suspendu, Hostal SOHO, Barcelone, Espagne
  - Temps suspendu miroir, La Caixa, Barcelone, Espagne
- 2008
  - Kobé, École Suisse, Barcelone, Espagne
  - Pyramide, Porto, Portugal
- 2009
  - Un ange passe…plafond en papier, 450 m2, WCC à Genève, Suisse
- 2010
  - Présentation de Au Fil du Son VII Jardin de la Fondation Gianadda, Martigny, Suisse
  - Présentation du Bing Bang 2010, Château de Vullierens
- 2011
  - SUPRA 100, installation avec des supraconducteurs, MaNEP, Genève, Suisse
  - Au Fil de l’O, EPFL, Rolex Learning Center, Lausanne, Suisse
  - Fleurs du Mal, Aley, Beyrouth, Liban[3]
- 2012
  - Le secret de Nemphet Kasateth, Mairie de Lancy, Genève, Suisse
  - Ce Temps suspendu…, Hommage à Geo Chavez, Isele, Italie
- 2013
  - Temps suspendu, Hôtel de Ville, Neuchâtel, Suisse
- 2014
  - Bing Bang 2010, Château de Vullierens, Suisse
- 2015
  - Rond-Point à Gland, Suisse
  - 200 Cubes, Fondation Pierre Arnaud, Lens, Suisse
- 2016
  - Bing Bang 2016, EPFL, Lausanne, Suisse

## Publications (sélection)
- 2009
  - JAUNIN Françoise, « Etienne Krähenbühl pousse la matière à ses limites », 24 HEURES, 14 octobre 2009, pp.40.
  - MULLER Philippe J., « Légère gravité, Etienne Krähenbühl », NOUS AUTRES MAGAZINE, N°5, Automne 2009, pp.22-29.
  - cat. Etienne Krähenbühl Mémobiles, Galerie Joan Gaspar, Barcelona, 2009.
- 2010
  - cat. Etienne Krähenbühl, Simplement complexe, Jardin Flore-Alpe, Champex, 2010.
  - COLLIN David, Bing Bang Prix FEMS, Graphisme LOUP Philippe, 2010.
  - DVD Fredéric Paschoud 2010.
- 2011
  - Édition de L’Éphémère, Le chant du signe, de l’exposition 4 artistes dans la Galerie Edouard Roch, 2011.
  - cat. ArtMôtiers en plein air, Môtiers, 2011.
  - SIGEL Charles, Emission « Comme il vous plaira », Radio Espace 2, RSR, 12 juin 2011.
- 2012
  - FONTANA Laurent-Dominique, Le rêve et la main, Photos RAEMY Julien, 2012.
  - cat. Etienne Krähenbühl Tocar No Tocar, Galerie Joan Gaspar, Barcelona, 2012.
  - cat. Art en paysage-Rousseau en pays de Vaud, Espace Culturel d’Assens, Assens, 2012, pp.22.
  - Livre « Rolex Learning Center, English Guide », sculpture « Au Fil de l’O ».
  - cat. La Conscience du Caillou, et, La Voix d’un Espace Vide, Lancy, 2012.
  - cat La Conscience du caillou », Lancy, 2012.
- 2013
  - COLLIN David, JAUNIN Françoise, Temps Suspendu, Graphisme NORDSIX, Editeur Till Schaap,2013.
  - JUNIER Pilar et Thomas, « Transit Shadows », Science, N°6131, 26 avril 2013, pp.433.
- 2014
  - MONTES Nathalie, « Etienne Krähenbühl, Sculpteur », Architecture et Construction 2013-2014, pp.11-16.
  - cat. autour de la presse, VALLET Edouard, Exposition « 38 artistes de l’atelier Raymond Meyer », pp.46.
  - LAMPUGNANI Paolo, Geo Chavez Di tanti uno solo, Edition Association Musei d’Ossola, 2014, pp.54-55.
- 2015
  - cat. Artmôtiers en plein air, Môtiers, 2015.
  - cat. Biennale Skulpturen, Winterthur, 2015, pp.34.
  - JACCARD André et KRAHENBUHL Etienne, Naître l’homme de plus rien, Edition Couleurs d’encre, 2015.